# ميكلوس جايمس
ميكلوس جايمس (بالإنجليزية: Miklós Gimes)‏ (23 ديسمبر 1917 في بودابست - 16 يونيو 1958) كان صحفيًا وسياسيًا مجريًا. اشتهر بدوره في الثورة المجرية 1956. أُعدم مع إيمري ناغ وبال ماليتر في عام 1958 بتهمة الخيانة.
كان والداه من اليهود المجريين، والأطباء النفسيين، والمتحولين إلى الديانة التوحيدية، وكانت والدته، ليلي هاجدو، طبيبة، ورئيسة جمعية التحليل النفسي المجرية من عام 1947 حتى حلها القسري في عام 1949.

## حياته
انخرط جايمس في الحركة الشيوعية المجرية عام 1942، وعمل صحفيًا في العديد من الصحف الشيوعية عام 1955. طُرد من حزب الشعب العامل المجري [الإنجليزية] لدعوته إلى إعادة تأهيل لازلو راجك [الإنجليزية]. كان صديقًا للسياسي لإيمري ناغ، أعيدت عضويته في عام 1956.
خلال الثورة شارك جايمس بشكلٍ كبير في كل من السياسة والصحافة الثورية. أسس وحرر صحيفة "Magyar Szabadság" مع ثوارٍ آخرين. وقف إلى جانب الثورة حتى بعد الغزو السوفيتي، وأسس حركة الاستقلال الديمقراطية المجرية.
قُبض عليه في 5 ديسمبر، وقدّم للمحاكمة وبعد عامٍ ونصف حكمت عليه المحكمة العليا بالإعدام. نُفذ الحكم في 16 يونيو 1958، وكان يبلغ من العمر أربعين عامًا آنذاك.